# Regeringen Jens Otto Krag III
Regeringen Jens Otto Krag III var Danmarks regering 11 oktober 1971 - 5 oktober 1972. Den bestod av ministrar från Socialdemokraterne.
| Ämbete | Minister | Minister         | Period                               |
| --- | -------- | ---------------- | ------------------------------------ |
| Statsminister                                                                                                 |          | Jens Otto Krag   | 11 oktober 1971 - 5 oktober 1972     |
| Utrikesminister                                                                                               |          | K.B. Andersen    | 11 oktober 1971 - 5 oktober 1972     |
| Finansminister                                                                                                |          | Henry Grünbaum   | 11 oktober 1971 - 5 oktober 1972     |
| Ekonomiminister & Budgetminister                                                                              |          | Per Hækkerup     | 11 oktober 1971 - 5 oktober 1972     |
| Minister för nordiskt samarbete, Minister för utrikesekonomi & Minister för europeiska marknadsangelägenheter |          | Ivar Nørgaard    | 11 oktober 1971 - 5 oktober 1972     |
| Försvarsminister                                                                                              |          | Kjeld Olesen     | 11 oktober 1971 - 5 oktober 1972     |
| Undervisningsminister                                                                                         |          | Knud Heinesen    | 11 oktober 1971 - 5 oktober 1972     |
| Undervisningsminister                                                                                         |          | Ritt Bjerregaard | 27 september 1973 - 19 december 1973 |
| Justitieminister                                                                                              |          | K. Axel Nielsen  | 11 oktober 1971 - 5 oktober 1972     |
| Justitieminister                                                                                              |          | Karl Hjortnæs    | 27 september 1973 - 19 december 1973 |
| Inrikesminister                                                                                               |          | Egon Jensen      | 11 oktober 1971 - 5 oktober 1972     |
| Jordbruksminister                                                                                             |          | Ib Frederiksen   | 11 oktober 1971 - 5 oktober 1972     |
| Kyrkominister                                                                                                 |          | Dorte Bennedsen  | 11 oktober 1971 - 5 oktober 1972     |
| Bostadsminister                                                                                               |          | Helge Nielsen    | 11 oktober 1971 - 5 oktober 1972     |
| Fiskeriminister                                                                                               |          | Chr. Thomsen     | 11 oktober 1971 - 5 oktober 1972     |
| Arbetsminister                                                                                                |          | Erling Dinesen   | 11 oktober 1971 - 5 oktober 1972     |
| Handelsminister                                                                                               |          | Erling Jensen    | 11 oktober 1971 - 5 oktober 1972     |
| Minister för Grönland                                                                                         |          | Knud Hertling    | 11 oktober 1971 - 5 oktober 1972     |
| Minister för offentliga arbeten & föroreningsbekämpning                                                       |          | Jens Kampmann    | 11 oktober 1971 - 5 oktober 1972     |
| Socialminister                                                                                                |          | Eva Gredal       | 11 oktober 1971 - 5 oktober 1972     |
| Kulturminister                                                                                                |          | Niels Matthiasen | 11 oktober 1971 - 5 oktober 1972     |
| Miljöminister                                                                                                 |          | Helge Nielsen    | 27 september 1973 - 19 december 1973 |